# Nowy Porządek

Flaga używana przez Nowy Porządek

Nowy Porządek (wł. Ordine Nuovo) – włoska organizacja terrorystyczna o profilu neofaszystowskim. 

## Historia
Powstał w wyniku rozłamu, do jakiego doszło w 1954 r. w Movimiento Sociale Italiano, skupiając ekstremistów pozostających pod wpływem Juliusa Evoli (np. Pino Rauti). Początkowo miał charakter klubu dyskusyjnego, ale w 1969 roku doszło do rozłamu: bardziej umiarkowana część pod wodzą Rautiego wróciła do MSI, pozostali (Clemente Graziani, Elio Massagrande, Mario Tedeschi, Antonio Ragusa) utworzyli ruch polityczny posługujący się przemocą. W 1973 roku ON został zdelegalizowany. Dawni członkowie utworzyli konspiracyjną grupę Czarny Porządek. 
Siedziba Nowego Porządku znajdowała się w Rzymie, a jego grupy znajdowały się w co najmniej 25 włoskich miastach. Neofaszyści byli szczególnie aktywni w regionie Wenecji. Liderami grupy byli Giuseppe „Pino“ Rauti i Clemente „Lello“ Graziani.

## Najważniejsze ataki przeprowadzone przez grupę
- 8 sierpnia 1969 roku grupa przeprowadziła ataki bombowe na dziesięciu stacjach kolejowych i pociągach[2].

- 12 grudnia 1969 roku terroryści przeprowadzili zamach bombowy na Piazza Fontana w Mediolanie. W jego wyniku zginęło 17 osób, a 84 zostały ranne[2].

## Liczebność
ON przed 1969 roku grupował około 10 tysięcy członków.

## Relacje z innymi grupami terrorystycznymi
Nowy Porządek współpracował z innymi grupami faszystowskimi, w szczególności z Frontem Narodowym i Awangardą Narodową. Istnieją dowody na to, że grupy te wspólnie planowały zamach stanu w 1970 roku.

## Wsparcie zagraniczne
O wspieranie terrorystów oskarżana jest amerykańska Centralna Agencja Wywiadowcza. Amerykanie mieli finansować Nowy Porządek celem zwalczania komunizmu we Włoszech. Także służby greckie miały udostępnić terrorystom pieniądze oraz szkolić ich. Wiadomo o szkoleniach dla neofaszystów w Republice Południowej Afryki i Libii. Po delegalizacji formacji w latach 70. grupa działaczy Nowego Porządku znalazła schronienie w Hiszpanii.

## Ideologia
Nowy Porządek głosił poglądy faszystowskie, antysemickie, rasistowskie i antykomunistyczne.